# Henry Beachell
Henry Monroe Beachell (* 21. September 1906 in Waverly, Nebraska; † 13. Dezember 2006 in Alvin, Texas) war ein US-amerikanischer Agrarwissenschaftler, der 1966 maßgeblich an der Züchtung der Hochertrags-Reissorte IR8 („miracle rice“, dt.„Wunder-Reis“) mitwirkte und damit entscheidend zur sogenannten Grünen Revolution und zur Verbesserung der Welternährungslage beitrug.

## Leben
Henry Monroe („Hank“) Beachell wurde in Waverly als zweites von sieben Kindern von William Albert und Alice Leona Degler Beachell geboren. Seine Familie zog auf eine Mais- und Weizenfarm im westlichen Nebraska. Im Jahre 1930 schloss Beachell ein Studium der Agronomie an der University of Nebraska ab, im Jahre 1934 erlangte er an der Kansas State University einen Magistertitel in Pflanzenzüchtung und Genetik.

## Werk

### Agricultural Research Center, Beaumont TX (1931–1963)
1931 begann Henry Beachell seine Forschungen beim Agricultural Research and Extension Center des Landwirtschaftsministerium der Vereinigten Staaten (USDA-ARS) in Beaumont, Texas. Bei dem ARS handelte es sich um eine Forschungseinrichtung des amerikanischen Landwirtschaftsministeriums, die eng mit der Texas A&M University zusammenarbeitete.
Während seiner Zeit beim ARS züchtete Beachell insgesamt neun hochertragreichere Langkorn-Reissorten, was die Ergebnisse der Reisernten in den USA rasant ansteigen ließ, bei zugleich verbesserter Qualität. Beachell unternahm in dieser Zeit auch zahlreiche Studienreisen in die Reisanbaugebiete von Indien, Zentral- und Südamerika, rief die Texas Rice Improvement Association ins Leben – eine private Stiftung zur Unterstützung der Reis-Forschung an der Texas A&M University.

### International Rice Research Institute (1963–1982)
Im Jahr 1963 beendete Henry Beachell seine Arbeit beim ARS und begann am International Rice Research Institute (IRRI) in Laguna auf den Philippinen zu forschen. Das IRRI versuchte eine Reissorte zu entwickeln, die gegen Krankheiten und Schädlingsbefall resistent war, gut auf Düngemittel ansprach, ohne durch verstärktes Halmwachstum zum Abknicken zu neigen, und bei früher Reife hohe Ernteerträge bringen sollte; dazu wurden unter anderem kleinwüchsige taiwanesische mit ertragreichen indonesischen Reissorten gekreuzt. Beachell gelang 1966 mit IR8 (International Rice 8) der Durchbruch durch die erfolgreiche Selektion einer Kreuzung aus der taiwanesischen Varietät Dee-geo-woo-gen mit der indonesischen PETA.
Mit der neuen Reissorte konnte auf Versuchsfeldern in mehreren asiatischen Ländern Ernteergebnisse von 6 bis 8 Tonnen pro Hektar erzielt werden – was einer Verdoppelung bisheriger Erträge entsprach. Gleichzeitig konnte – wegen verkürzter Wachstums- und Reifezeit – öfter als bisher geerntet werden. Aufgrund dieser erstaunlichen Resultate und der sich daraus ergebenden Möglichkeit die Nahrungsmittelversorgung in Asien entscheidend zu verbessern, bekam der IR8 schon bald die Bezeichnung „miracle rice“ („Wunder-Reis“). Beachell und das Team am IRRI entwickelte die IR8-Reisvariante in den folgenden Jahren ständig weiter, machten sie resistenter gegen Krankheiten, Schädlingsbefall und anpassungsfähiger an die unterschiedlichsten Anbauregionen.
1972 verließ Beachell die IRRI-Niederlassung auf den Philippinen und nahm seine Arbeit an einer IRRI-Niederlassung in Indonesien auf. Auch hier zeigte seine Arbeit Wirkung: Die Reis-Produktion in Indonesien stieg um rund 100 Prozent.

### RiceTec Inc. in Alvin TX (ab 1982)
1982 kehrte er in die Vereinigten Staaten zurück und wurde Berater bei RiceTec Inc. in Alvin/Texas, einem Unternehmen, das sich auf die Züchtung, Entwicklung, Produktion, Verarbeitung und Vermarktung von hochwertigen Hybrid-Reis-Sorten spezialisiert hat. Die Firma unterhält ein eigenes Forschungszentrum und verkauft ihre Produkte in über 20.000 Supermärkten in ganz Nordamerika. Seit 1997 arbeitete er, im Zusammenwirken mit der Cornell University und dem US-Landwirtschaftsministerium, daran eine Reis-Genom-Datenbank für Reiszüchter einzurichten.

## Auszeichnungen
Schon 1969 hatte Beachell die John Scott Medall und die Premium of the City  of Philadelphia verliehen bekommen, 1972 folgte der IRRI-Award. Die Regierungen von Korea und Japan zeichneten ihn 1978 bzw. 1987 (Japan-Preis) aus. Den Kansas State Medallion Award erhielt er im Jahre 1998, und ihm wurde die Ehrendoktorwürde der University of Nebraska sowie der Staatlichen Universität Seoul verliehen.
Die wohl wichtigste Ehrung aber war die Verleihung des Welternährungspreises 1996, den Henry Beachell zusammen mit Gurdev S. Khush erhielt, seinem ehemaligen Mitarbeiter beim IRRI, der den IR8 als IR36 erfolgreich weiterentwickelt hatte. Mit dem 1986 vom Friedensnobelpreisträger Norman Ernest Borlaug geschaffenen Preis werden Personen ausgezeichnet, die besondere Leistungen für die Verbesserung der Quantität, Qualität oder Verfügbarkeit von Lebensmitteln erbracht haben. Beachell richtete mit den Geldern des mit 250.000 Dollar dotierten Welternährungspreis zahlreiche Stipendien an der University of Nebraska, Kansas State University und der Texas A&M University ein, um junge Wissenschaftler zu fördern.